# Wellow (Wight)
Wellow – wieś w Anglii, na wyspie Wight. Leży 12 km na zachód od miasta Newport i 130 km na południowy zachód od Londynu.